# Виладеати
Виладеа̀ти (на италиански: Villadeati; на пиемонтски: la Vila d'Ati, ла Вила д'Ати) е село и община в Северна Италия, провинция Алесандрия, регион Пиемонт. Разположено е на 410 m надморска височина. Населението на общината е 496 души (към 2014 г.).